# Homodlak
Homodlak je v pořadí třetí studiové album kapely Dymytry. Album bylo vydáno 1. března 2014. Dymytry po vydání vyjíždí s Arakain na Arakain Dymytry Tour 2014. Křest alba proběhl 17. března 2014 v Kulturním domě Ládví v Praze zároveň se křtem alba Adrenalinum kapely Arakain. Název desky okomentoval kapelník Dymo takto: „Deska se jmenuje Homodlak, což je naše označení pro dnešní trendy nažehlený a nagelovaný frajírky, který nemáme rádi.“

## Seznam skladeb
| Pořadí         | Název                 | Hudba          | Text           | Videoklip      | Délka |
| -------------- | --------------------- | -------------- | -------------- | -------------- | ----- |
| 1.             | Plameňáci             | Dymo           | Protheus       |                | 4:19  |
| 2.             | Baskerville           | Gorgy          | Protheus       | videoklip      | 3:59  |
| 3.             | Čas nezastavíš        | Gorgy          | Protheus       |                | 4:21  |
| 4.             | Ztracená generace     | Dymo           | Protheus       |                | 3:51  |
| 5.             | Zlatí hoši (ft. TOER) | R2R            | Protheus       |                | 2:44  |
| 6.             | Homodlak              | Dymo           | Protheus       |                | 3:44  |
| 7.             | Nora                  | Dymo           | Protheus       |                | 3:29  |
| 8.             | Země zaslíbená        | Dymo           | Protheus       |                | 3:18  |
| 9.             | Občas pocit mám       | Dymo           | Protheus       |                | 4:26  |
| 10.            | Přichází noc!         | Gorgy          | Protheus       |                | 4:59  |
| 11.            | Zase mi lhali         | Dymo           | Protheus       |                | 4:14  |
| 12.            | Arabia II             | Gorgy          | Protheus       |                | 6:01  |
| 13.            | Eurokozomut           | Protheus       | Protheus       |                | 2:45  |
| Celková délka: | Celková délka:        | Celková délka: | Celková délka: | Celková délka: | 52:10 |

## Sestava
- Jan „Protheus“ Macků (zpěv)
- Jiří „Dymo“ Urban (kytara)
- Jan „Gorgy“ Görgel (kytara)
- Artur „R2R“ Michajlov (basová kytara)
- Miloš „Mildor“ Meier (bicí)